# Parròquia de Santa Caterina (València)
La Parròquia de Santa Caterina, també coneguda com Santa Caterina Màrtir, fou una parròquia medieval de la ciutat de València. La parròquia de Santa Caterina rep el seu nom per l'església de Santa Caterina màrtir, construïda després de l'entrada triomfal de Jaume I a València sobre una antiga mesquita.
Geogràficament, la parròquia de Santa Caterina es trobava enmarcada entre la plaça de la Reina al nord-est, el carrer de Saragossa a l'est, la plaça del Mercat al sud-oest i la plaça de Calatrava (actualment del Negret) al nord-oest. Limitava amb les parròquies de Santa Maria al nord, amb Sant Joan i Sant Martí al sud, amb Sant Nicolau a l'oest i amb Sant Tomàs a l'est. Tota la parròquia estava dins de les muralles àrabs de la ciutat, que després serien enderrocades. La parròquia de Santa Caterina estava poblada per classes populars, principalment artesans dels gremis dels argenters i els tapiners (els quals contribuïren profusament amb el desenvolupament arquitectònic de l'església de la parròquia al llarg de la història) així com alguns hostalers.
L'origen de la parròquia es troba als anys posteriors a l'entrada del Rei Jaume I a la ciutat de València, qui establí sobre les antigues mesquites 13 esglésies parroquials que farien de divisió administrativa de la ciutat. Les parròquies es mantingueren en actiu com a divisió administrativa fins a poc després de la promulgació dels Decrets de Nova Planta, al segle xviii. En l'actualitat, el territori de l'antiga parròquia de Santa Caterina forma part dels barris de La Seu i El Mercat, al districte de Ciutat Vella (la València intramurs).